# Пожалуйста, приготовьтесь
«Пожалуйста, приготовьтесь» (англ. Please Stand By) — американский драматический фильм 2017 года, снятый режиссёром Беном Луином. Премьера в США 27 октября 2017 года на Austin Film Festival.

## Сюжет
Главная героиня картины Венди —  аутичная девушка. Она живет в Сан-Франциско, в пансионе для душевнобольных (так называемый group home). Её день проходит по строгому распорядку и расписанию, окружение спокойно и доброжелательно. Она даже не может пересечь улицу и покинуть район, так как ей запретила это делать её врач Скотти. Днем Венди работает в соседней закусочной. Девушку посещает сестра Одри. Они обсуждают возможность того, что она переедет жить к Одри, но у Венди начинается приступ.
Венди большая поклонница мира «Звездного пути» и однажды слышит по телевизору приглашение на конкурс сценариев по вселенной сериала. Венди сочиняет и пишет сценарий, но не решается отправить его по почте, так как боится, что он не будет доставлен вовремя. Девушка превозмогает свои страхи и решает лично доставить четырехсотстраничный труд в Лос-Анджелес. Она сбегает из пансиона, садится в автобус и отправляется в дорогу. В пути она переживает приключения, встречает разных людей и добирается до места назначения, центрального офиса Paramount. Девушка представляет себе, что она капитан Спок и должна спасти капитана Кирка на поверхности другой планеты. В итоге она вовремя сдаёт конкурсную работу. В концовке Венди приезжает к Одри, и сестры мирятся. Название картины «Please, stand by» — это своеобразная успокоительная мантра, которой девушку научила её врач.

## В ролях
- Дакота Фэннинг — Венди
- Тони Коллетт — Скотти
- Элис Ив — Одри
- Александр Ривер — Сэм
- Марла Гиббс — Роза
- Джессика Рот — Джулия
- Уильям Стэнфорд Дэвис — Крид
- Фарра Маккензи — юная Венди
- Мадлен Мерден — юная Одри
- Паттон Освальт — полицейский
- Шон Роу — Деррик